# 阿登奈克語
在英國作家托爾金的奇幻小說裡，阿登奈克語（Adûnaic）是第二紀元努曼諾爾人的語言。

## 歷史
阿登奈克語是由他列斯卡語（Taliska）的方言演變而來，該方言即是比歐族及哈多族在第一紀元遷入貝爾蘭時所用的語言（即使哈拉丁族及登丹人在努曼諾爾陸沉之前已經存在，但哈拉丁族的語言卻沒有對阿登奈克語造成影響）。這種語言原本似乎是矮人語及亞維瑞语言的混合，不清楚到底有哪些詞彙及語言結構是由人類所原創的，大概只有少數（芬羅德·費拉剛能夠快速精通他列斯卡語是因為他列斯卡語包含大量同样源于古精靈語的亞維瑞族語言的詞彙）。當伊甸人還居住在貝爾蘭的時候，他們從灰精靈那裡學懂了辛達林語，但他們仍沿用他們本身的語言，只是借用及採納了一些辛達林語字詞。第一紀元末，他列斯卡語已發展到成為阿登奈克語的基礎，即努曼諾爾人的語言。
大多數的努曼諾爾居民都以阿登奈克語作為日常語言（也有許多人說辛達林語）。阿登奈克語集矮人語、亞維瑞語、辛達林語的影響於一身，昆雅語對阿登奈克語的影響最大，甚至主神語也有一定的影響力。努曼諾爾人在中土大陸西部設立一些貿易港口，阿登奈克語始摻入未到過努曼諾爾的伊甸人的語言，透過貿易使該語言迅速傳播至整個伊利雅德及鄰近地區，為日後通用語的盛行奠下基礎。
努曼諾爾陸沉以後，倖存的精靈之友（Elendili）建立了亞爾諾及剛鐸王國，摒棄阿登奈克語而採納辛達林語，以免聯想到暴虐的亞爾-法拉松及「皇帝的人馬」。不過，中土大陸西部的人民仍流行阿登奈克語，至第三紀元末，那裡還發展出多種通用語的方言。
正統的阿登奈克語在努曼諾爾陸沉後已不再通行，「皇帝的人馬」殘存的人類（黑暗努曼諾爾人）崇拜及臣服於索倫，他們說低等的阿登奈克語（黑暗阿登奈克語）。
雖然阿登奈克語在很大程度上是借用多種精靈語而來，但已知的阿登奈克語字詞並不多，阿登奈克語大抵採用矮人語輔音系統的變種。

## 音系
|        | 唇音 | 齿音 | 齿龈音 | 齿龈后音 | 硬颚音 | 软腭音 | 声门音 |
| ------ | ---- | ---- | ------ | -------- | ------ | ------ | ------ |
| 塞音   | p b  |      | t d    |          |        | k ɡ    | ʔ      |
| 擦音   | f v  | θ    | s z    | ʃ        |        | x ɣ    | h      |
| 塞擦音 | p͡f   | t͡θ   |        | t͡ʃ d͡ʒ    |        | k͡x     |        |
| 鼻音   | m    |      | n      |          |        | ŋ      |        |
| 颤音   |      |      | r      |          |        |        |        |
| 近音   |      |      | l      |          | j      | w      |        |
|          | 前元音 | 后元音 |
| -------- | ------ | ------ |
| 闭元音   | i iː   | u uː   |
| 半闭元音 | eː     | oː     |
| 开元音   | a aː   | a aː   |

## 概觀
阿登奈克語略帶閃米特語族的特徵。或許是受到矮人語的影響

其名詞分為陰性、陽性、中性、和通性，但是其名詞的性別分類僅影響自身的變形，不會影響到修飾它的形容詞的變形。形容詞只需和名詞保持數的一致

名詞的還分為強變化名詞和弱變化名詞。強變化名詞的某些變形需要改變詞幹元音，而弱變化名詞只需改變後綴。
名詞的根據性（陽、陰、中、通）、數（單、雙、複）、格（通格、主題格、賓格）來變形。其中賓格僅在複合詞中發現。

下麵以nimir（精靈，通性）為例：
|        | 單數          | 雙數   | 複數   |
| ------ | ------------- | ------ | ------ |
| 通格   | nimir         | nimrat | nimīr  |
| 主題格 | nimran        | nimrāt | nimrim |
| 賓格   | nimur-/nimru- | ——     | ——     |

其賓格出現在複合詞Nimruzîr（精靈之友）中。

## 外部連結
- 阿登奈克語──努曼諾爾的用語 （页面存档备份，存于） 於2007年11月7日翻閱